# ЕП200
Електровоз ЕП200 (Електровоз Пасажирський, тип 200) — експериментальний швидкісний електровоз змінного струму, побудований в 1996-1997 роках Коломенським заводом. Розроблявся за участю ВАТ «ВелНІІ» і проходив конструкційні випробування на його полігоні.
Існує помилкова версія, згідно з якою кількість 200 в позначенні електровоза означає конструкційну або максимальну швидкість. Однак відомо, що планувалося розробити три подібних електровоза з такою ж конструкційною швидкістю (ЕП100 — постійного струму, ЕП200 — змінного струму, ЕП300 — подвійного живлення), а також їх аналоги для менших швидкостей (відповідно ЕП101, ЕП201 і ЕП301).
Таким чином, зв'язку позначення з величиною швидкості немає.

## Опис
Електровоз призначений для водіння пасажирських поїздів на діючих ділянках залізниць. Високі ходові і динамічні якості електровоза забезпечені за рахунок застосування екіпажної частини (від ТЕП80) з двома чотиривісними візками оригінальної конструкції з опорно-рамним підвішуванням безколекторних тягових двигунів і тягових редукторів (двоступеневе ресорне підвішування з гвинтовими пружинами і гідравлічними гасителями коливань). Норми безпеки та умови роботи локомотивних бригад забезпечуються ударопоглинаючими пристроями в лобових частинах кузова, високоміцним лобовими склінням з електрообігрівом, обігрівачами і кондиціонерами кабін, екологічно чистим санітарним вузлом.
Дослідні електровози ЕП200-0001 (зав. № 2718) і ЕП200-002 (зав. № 2719) були виготовлені на ВАТ ХК «Коломенський завод». За даними сайту заводу-виробника, виготовлення електровозів було завершено у 1997 році, хоча на заводських табличках вказано 1996 рік.
Обладнання для цього електровоза спроектовано та виготовлено в Росії (Новочеркаським електровозобудівним заводом, ВАТ «Електровипрямляч» м. Саранськ, ВАТ «Трансформатор» м. Тольятті). Тягові електродвигуни виготовлені на ВАТ «Новочеркаський електровозобудівний завод». Тяговий трансформатор виготовлений на ВАТ «Трансформатор».

## Історія

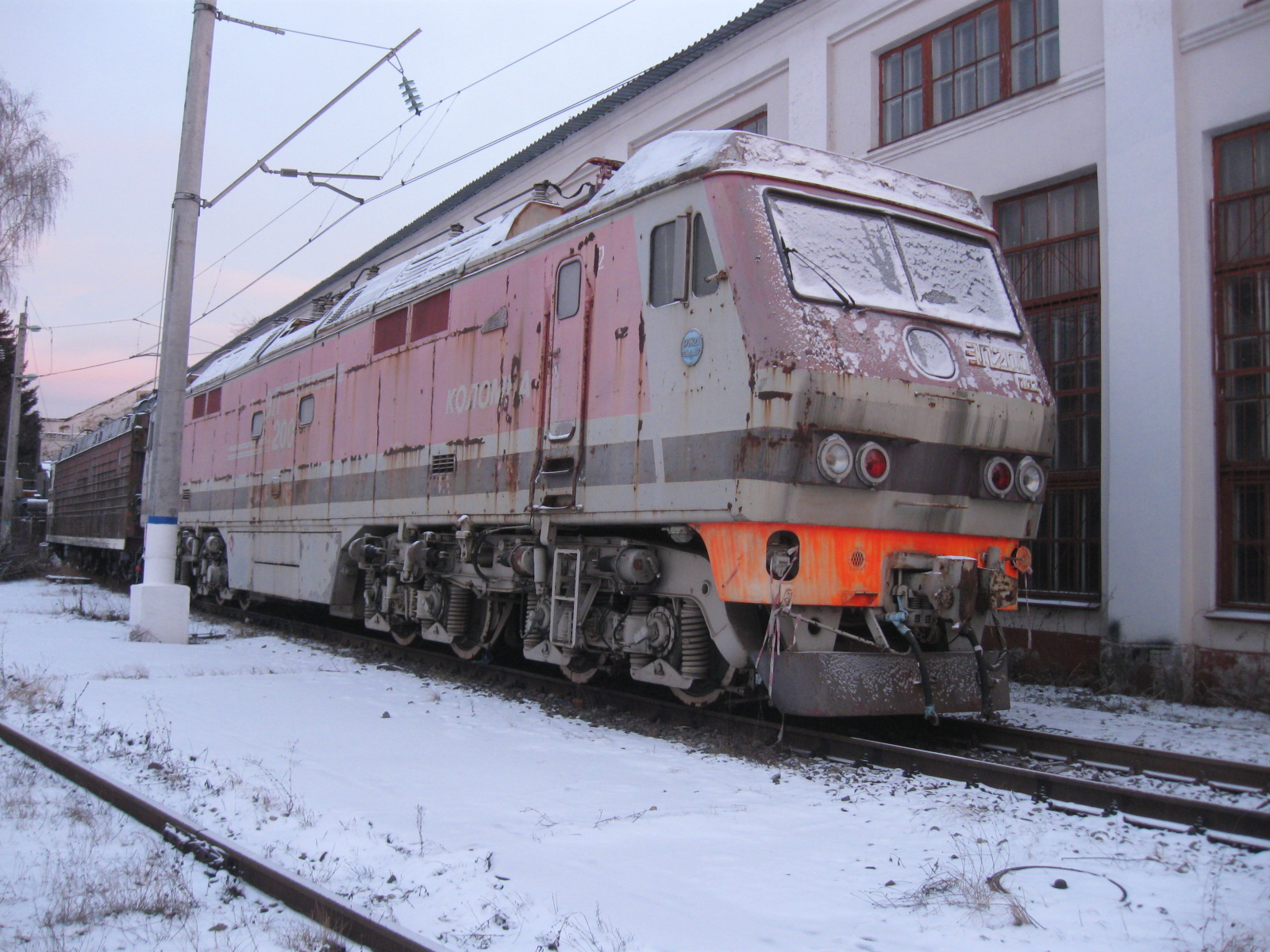
ЕП200-002 на запасних коліях ЕК ВНДІЗТ (після списання)

Електровози випробовувалися тривалий час. На початок серпня 2002 року обидва електровози перебували на експериментальному кільці в Щербинці. За наявними відомостями електровози повернули на усунення недоліків і для подальших випробувань.
У 2004 році електровоз ЕП200-0001 був переданий для постійної експлуатації в депо Вязьма Московської залізниці, але незабаром його повернули на Коломенський завод, де він простояв до 2009 року.
За результатами випробувань на 2009 р. перший електровоз списаний з формулюванням «РЖД електровозів такого типу не потребує», в липні 2009 року переданий в музей залізничної техніки на Ризькому вокзалі. Другий електровоз також був списаний і в даний час знаходиться на території Щербинського кільця.